# 名取小一
名取 小一（なとり こいち、1930年7月24日 - 2005年1月24日）は、日本の実業家。なとり元代表取締役社長兼CEO・COO。

## 略歴
長野県諏訪郡富士見村（現富士見町）出身。長野県諏訪清陵高等学校を経て、1953年早稲田大学第一政治経済学部経済学科卒業、東洋埠頭入社。1956年名取商会（現なとり）入社、取締役に就任。専務を経て、1981年なとり商会（現なとり）代表取締役社長。ヒット商品「チーズ鱈」を開発し、1982年発売開始。1991年なとりに商号変更。